# Horiomyzon retropinnatus
Horiomyzon retropinnatus är en fiskart som beskrevs av Stewart, 1986. Horiomyzon retropinnatus ingår i släktet Horiomyzon och familjen Heptapteridae. Inga underarter finns listade i Catalogue of Life.